# Beamish
 (mai 2022).
Si vous disposez d'ouvrages ou d'articles de référence ou si vous connaissez des sites web de qualité traitant du thème abordé ici, merci de compléter l'article en donnant les références utiles à sa vérifiabilité et en les liant à la section « Notes et références ».

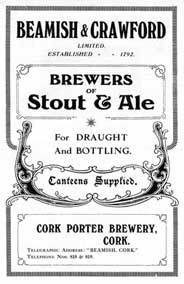
Publicité de 1919.

La Beamish est une stout, bière noire irlandaise brassée par Beamish and Crawford à Cork. Beamish est une bière similaire aux autres stouts irlandais, Guinness et Murphy's étant les plus célèbres.

## Histoire

Pinte de Beamish.

La brasserie Beamish & Crawford, a été fondée par Richard Henrick Beamish et Arthur Frederick Sharman Crawford en 1792 à Cork, port du sud de l'Irlande. On[Qui ?] raconte même que dans cette brasserie ont été fabriquées les premiers stouts d'Irlande au XVIIe siècle. En 2009, la brasserie qui fait partie du groupe Scottish & Newcastle a arrêté sa production, celle-ci étant transférée dans la brasserie Heineken de Cork, appartenant au même groupe.
Les bières Beamish sont élaborées à partir d'ingrédients naturels dont l'eau du lac de Gougane Barra (en).

## Gamme
La Beamish Stout ruby rich a une mousse très crémeuse, une couleur noire et opaque. En bouche, c'est une bière douce et savoureuse où dominent des arômes de malts très torréfiés. Son amertume est prononcée et son effervescence est soyeuse. Elle titre 4,2 ° d'alcool.
La Beamish Red est quant à elle une bière rousse, à la couleur légèrement rouge par transparence. Son amertume est moindre et ses arômes délicats sont caractéristiques. Elle a été créée dans le but de s'approcher de la Kilkenny ou de la Murphy's Red.

## Distribution
La Beamish n'est disponible en France que dans les pubs ou les magasins spécialisés (épiceries irlandaises par exemple).

## Publicité
En juillet 1964, on pouvait lire à Cork les affiches publicitaires de Guinness avec le célèbre slogan « Guinness is good for you » (Guinness est bonne pour vous), et à côté celles de Beamish : « … but Beamish is a better drink » (… mais Beamish est une meilleure boisson).